# Sunmi
Lee Sun-mi, nata Sun Mi e nota come Sunmi (선미?, 宣美?, I Seon-miLR, SŏnmiMR; Iksan, 2 maggio 1992), è una cantautrice sudcoreana.
È stata un membro del gruppo musicale Wonder Girls fino al 2017. In seguito allo scioglimento del gruppo, ha reso la propria carriera solistica, iniziata nel 2013 con il singolo 24 Hours, la sua carriera principale.

## Biografia
Sun Mi è nata il 2 maggio 1992 a Iksan, Jeolla Settentrionale, in Corea del Sud. Ha frequentato la scuola elementare di Hwangnam, la scuola media di Chungdam e la scuola superiore di Chungdam e attualmente frequenta l'università di Dongguk, laureandosi in teatro musicale. Ha adottato il cognome del suo patrigno, Lee, mentre era all'università e ha unito il suo nome e cognome originali, diventando Lee Sun-mi.

## Carriera

### 2006–2017: inizio della carriera, pausa e debutto da solista

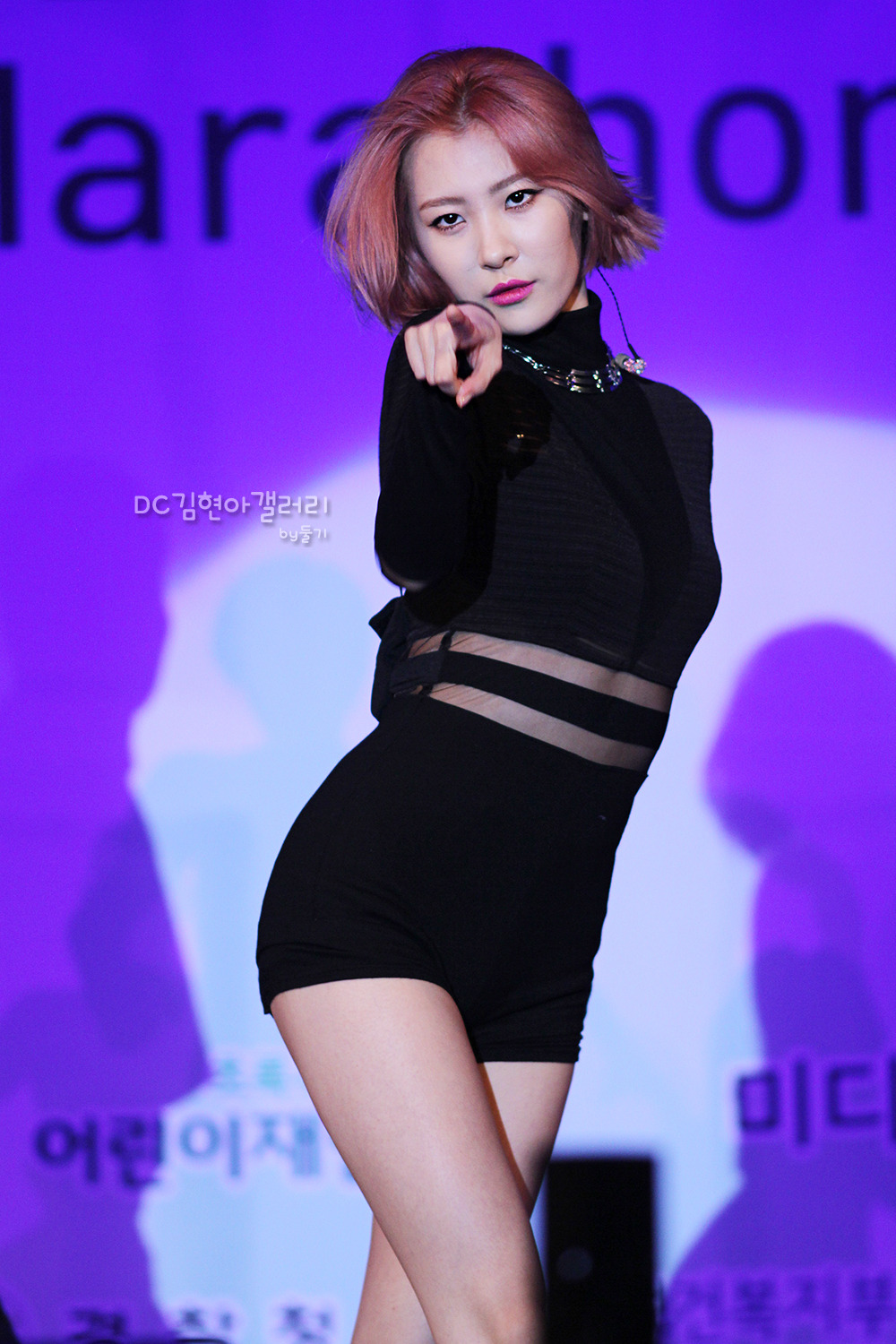
Lee nel 2013

Nel maggio 2006, Sunmi è stata rivelata come quarto membro delle Wonder Girls, gruppo sotto la JYP Entertainment. Il gruppo ha debuttato con il singolo Irony nel 2007. 
Il gruppo è rapidamente diventato famoso con i loro brani di successo: Tell Me, So Hot e Nobody dopo due anni dal debutto.
Nel gennaio 2010, la JYP ha annunciato che Sunmi avrebbe rimandato la sua carriera musicale per proseguire la sua carriera accademica, ma avrebbe continuato fino a febbraio per completare gli eventi in programma. Il 13 gennaio 2012, un rappresentante della JYP ha dichiarato: "Sunmi è rimasta all'interno dell'azienda e continua ad affinare i suoi talenti musicali". La JYP Entertainment in seguito dichiarò che Sunmi non aveva intenzione di tornare come membro delle Wonder Girls.
Nell'agosto 2013, Sunmi tornò sulle scene musicali, debuttando come solista. Sunmi ha fatto il suo debutto ufficiale il 22 agosto. Il suo singolo di debutto 24 Hours è stato pubblicato il 26 agosto 2013; e successivamente ha ottenuto un all-kill sulle classifiche musicali. Successivamente, il suo EP Full Moon è stato pubblicato il 17 febbraio 2014. Il singolo principale ha raggiunto il numero due nella Circle Chart e il numero tre nella K-pop Hot 100 di Billboard. Full Moon è stato elogiato per essere innovativo, e si dice che Sunmi abbia fornito una resa di classe di "sexy".
Il 24 giugno 2015, la JYP Entertainment ha annunciato che Sunmi si sarebbe unita nuovamente alle Wonder Girls, dopo essersi ritirata nel 2010, per il loro ritorno dopo la pausa di due anni del gruppo. Il gruppo tornò con un concerto di gruppo, con Sunmi che suonava il basso. Ad agosto è stato pubblicato l'album del gruppo Reboot, con Sunmi che ha co-scritto e coprodotto tre dei suoi brani. Nel 2016, Sunmi ha ricevuto ancora una volta la sceneggiatura e la produzione di crediti per l'uscita delle Wonder Girls, questa volta per due brani presenti nel singolo album della band Why So Lonely, inclusa la title track con lo stesso nome.

### 2017–oggi: abbandono della JYP Entertainment,Warninge tour mondiale

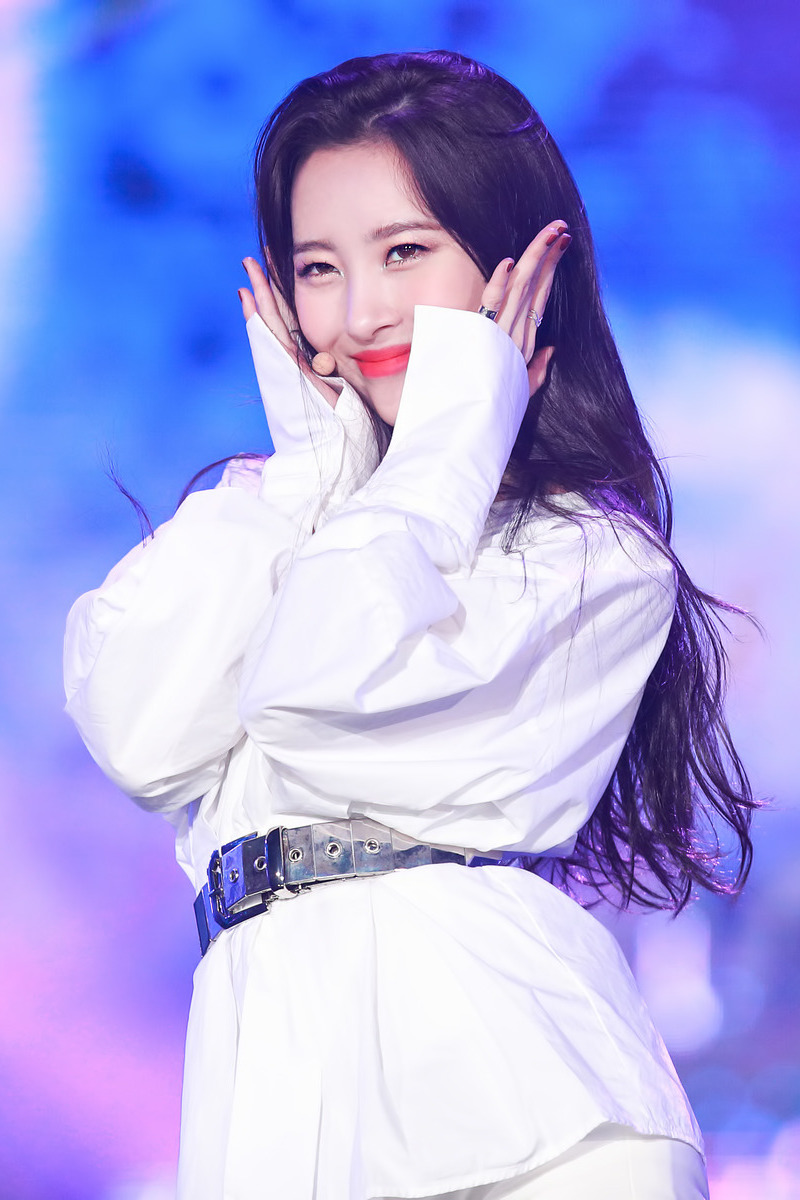
Sunmi nel 2017

Il 26 gennaio 2017, è stato annunciato che le Wonder Girls si sarebbero sciolte dopo una negoziazione non riuscita del rinnovo del contratto con i membri Park Ye-eun e Sunmi. Il gruppo ha pubblicato il suo singolo finale, Draw Me, il 10 febbraio; è stato anche una celebrazione per il loro decimo anniversario. Il 14 marzo 2017, è stato annunciato che Sunmi aveva firmato con Makeus Entertainment verso la fine di febbraio. A casa di cantanti come Park Won e Urban Zakapa, Sunmi ha commentato: "Nella mia nuova agenzia, lavorerò duramente sulla mia musica e mostrerò a tutti un nuovo lato di me stessa. Inoltre, vorrei ringraziare la mia precedente agenzia, i fan, e conoscenti per il loro sostegno". In seguito fu rivelato che Sunmi avrebbe pubblicato un singolo il 22 agosto, il suo primo ritorno da solista in tre anni. Ha pubblicato il suo singolo intitolato Gashina, prodotto da Teddy Park della The Black Label.
Sunmi tornò con un singolo intitolato Heroine il 18 gennaio 2018. Sunmi descrisse il singolo come prequel del suo precedente Gashina. Il 4 settembre 2018, Sunmi ha pubblicato il suo secondo EP intitolato Warning insieme al singolo principale Siren. "Siren" ha ricevuto un'all-kill su sei classifiche musicali locali.

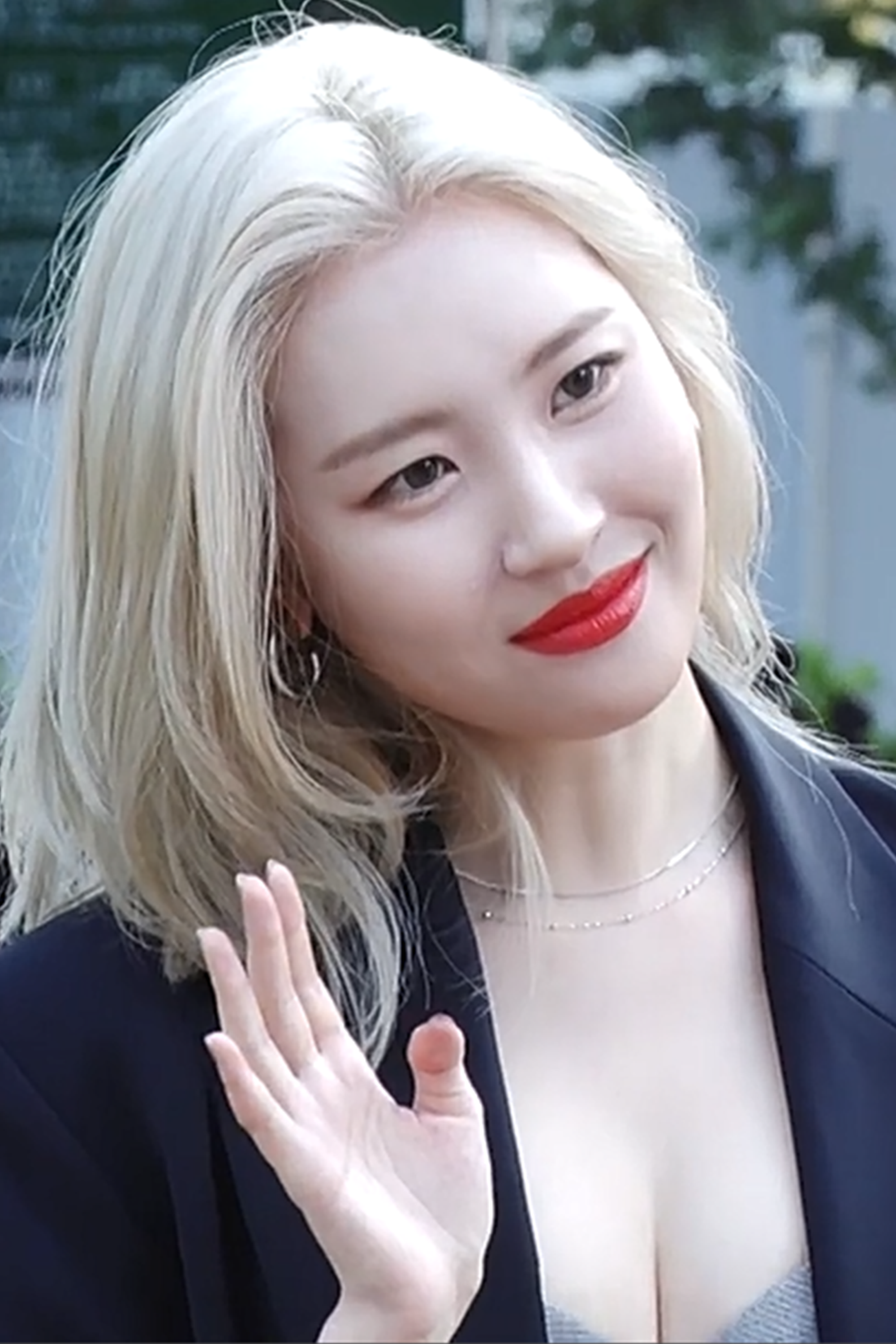
Sunmi nel 2019

Nel febbraio 2019 Sunmi è partita con il suo primo tour mondiale "Warning", visitando Nord America, Asia e Europa. Durante il tour, si esibisce con due canzoni inedite, "Borderline" (completamente scritta in inglese) e "Hey you"; entrambe le canzoni finora non sono ancora mai state pubblicate ufficialmente. Il 4 marzo 2019, Sunmi ha pubblicato il singolo Noir. In un'intervista con Billboard, Sunmi ha dichiarato a proposito della canzone: "Mi sono ispirata ai social media. Twitter, Instagram. "Noir" è un genere di film, e penso che i social media siano il noir di questa generazione." Dopo la conclusione del tour in giugno, il 27 agosto 2019 è tornata con il singolo "Lalalay". Grazie a questa canzone, Sunmi ha ricevuto il premio "Artista dell'anno - agosto" ai Gaon Chart Music Awards.
Il 6 febbraio 2020 ha pubblicato la soundtrack Gotta Go per il webdrama coreano XX. Il 29 giugno, ha pubblicato Pporappippam.

## Stile musicale e temi
Sunmi è conosciuta nella scena del K-pop per aver creato il suo stesso stile musicale chiamato "Sunmi-pop". Mantiene le principali influenze del K-pop come il Pop, Rock, Jazz, EDM, musica tradizionale coreana con aggiunta di elementi Retro e City Pop insieme alla ben definita identità musicale di Sunmi stessa.
Il concetto di "Sunmi-pop" fu menzionato per la prima volta da Sunmi sul programma Yu Hee Yeol's Sketchbook all'inizio del 2018. Nello stesso anno, in un'intervista per il canale di YouTube di 1theK pubblicata nel Settembre del 2018, rivelò che il suo obiettivo fosse quello di creare un proprio stile musicale che prendesse il suo stesso nome. L'intervista fu pubblicata in concomitanza con il rilascio di Warning e si riferì al nuovo EP come "le fondamenta da cui costruire [il suo stesso] stile musicale".
Una settimana prima della pubblicazione del singolo "Noir", Sunmi menzionò il suo obiettivo principale durante una dettagliata intervista per Billboard Korea, sperando che il suo stile potesse diventare capace di dare ispirazione ad altri artisti. I fan del K-pop in tutto il mondo hanno iniziato a riconoscere l'identità musicale di Sunmi usando per la prima volta la parola "Sunmi-pop" in vari tweet, sebbene il termine si sia diffuso nei social media solo dopo che i fan lo usarono per rispondere ad un tweet condiviso da Sunmi stessa. Ciò rese possibile, nel Maggio del 2019, che la stampa coreana e personaggi dell'industria riconoscessero ufficialmente la parola "Sunmi-pop" e la implementassero negli articoli e programmi di variety per descrivere la musica di Sunmi, dicendo che sia stata in grado di creare il suo stesso stile grazie alle sue abilità di cantautrice, compositrice e alla sua creatività nelle esibizioni.
Il 30 Maggio 2019, a Londra, prima di salire sul palco del WARNING World Tour, un'intervistatrice della testata coreana Yonhap News comunicò per la prima volta a Sunmi l'esistenza della parola "Sunmi-pop". Così il termine acquisì la sua ufficialità e il 21 Agosto 2019 l'agenzia "ABYSS Company" (precedentemente chiamata MakeUs Entertainment) riconobbe anch'essa la parola pubblicando un articolo di NAVER News che dedicò un paragrafo a "Il genere musicale di Sunmi, il Sunmi-pop" per promuovere il singolo uscente "LALALAY".

### Caratteristiche del Sunmi-pop
La caratteristica principale del Sunmi-pop è definita dalle emozioni che le canzoni suscitano nell'ascoltatore. Secondo Sunmi: "c'è sempre un velo di tristezza che permea [la mia musica] indipendentemente dal modo energico con cui canto la canzone" e "[la mia musica] è energica e felice ma con un senso di tristezza". Le canzoni Sunmi-pop presentano generalmente un ritmo vivace e un testo disseminato di metafore e doppi sensi che nascondono un senso di cinismo.
A partire da "Gashina", le title track di Sunmi son state caratterizzate da doppi sensi e giochi di parole all'interno del titolo della canzone come "Siren", che indica la sirena d'allarme ma anche la figura mitologica della sirena, e "LALALAY" che si riferische sia all'atto del volare [come una farfalla] sia alla parola coreana "nallari" (날라리) che significa "delinquente" or "festaiolo".
Inoltre le canzoni "Gashina", "Heroine", "Siren", "Black Pearl", "Curve", "LALALAY" e "TAIL" presentano tutte delle metafore nel testo definendo quindi lo stile espressivo di Sunmi. Nonostante le canzoni Sunmi-pop di solito abbiano un ritmo vivace e felice, Sunmi ha specificato che il testo è spesso pervaso da un senso di cinismo dovuto al fatto che, nella sua vita reale, essendo una celebrità, lei non possa sempre esprimere le sue vere emozioni. Tutti questi elementi sono spesso completati da una coreografia.
Nonostante il Sunmi-pop non sia limitato ad un solo genere o stile musicale, elementi retro e elettropop vengono spesso associati alla musica di Sunmi. Il motivo per cui emergono questi elementi rimanda alle origini di Sunmi come membro delle "Wonder Girls" e il tempo passato negli Stati Uniti. Ha detto in una recente intervista che il produttore JYP voleva che lei e gli altri membri "ampliassero la loro comprensione dei diversi stili musicali di diverse ere" concentrandosi maggiormente su concept retro e artisti Motown, che Sunmi imparò ad amare. In un'intervista per Billboard ha detto: "Personalmente mi piace la musica degli anni settanta, ottanta e novanta quindi mi impegno a trovare strumenti e suoni che rievochino quegli anni e ad inserirli nella mia musica".
Il Sunmi-pop è stato descritto da Sunmi come una combinazione di popolarità e identità. Nell'edizione di Aprile 2021 di L'Officiel Singapore, Sunmi ha spiegato: "Cerco sempre ideare metodi facili e divertenti con cui approcciare vari tipi di persone, allo stesso tempo mantenendo inalterate in me stessa le emozioni originali". Sebbene le sue tematiche siano considerate di nicchia, il suo obiettivo è rimanere all'interno del mondo pop. Un altro elemento chiave del Sunmi-pop è il dinamismo: Sunmi ha espresso il desiderio di provare nuove idee ogni volta, come per esempio lavorare con altri produttori, e esplorare nuovi generi mostrando una vasta gamma di temi, estetica e sound col passare degli anni.

## Vita privata
A Sunmi è stato diagnosticato il disturbo borderline di personalità, argomento della sua canzone Borderline, pubblicata ad agosto 2021.

## Discografia

### Da solista

#### EP
- 2014 – Full Moon
- 2018 – Warning
- 2021 – 1/6

#### Singoli
- 2013 – 24 Hours
- 2014 – Full Moon
- 2017 – Gashina
- 2018 – Heroine
- 2018 – Siren
- 2019 – Noir
- 2019 – Lalalay (날라리?)
- 2020 – Pporappippam
- 2021 – Tail
- 2021 – You Can't Sit with Us
- 2022 – Oh Sorry Ya
- 2022 – Heart Burn

2023 – Strangers

#### Collaborazioni
- 2014 – You (B1A4 ft. Sunmi)
- 2020 – When We Disco (J.Y Park ft. Sunmi)
- 2020 – OH YEAH (Park Won ft. Sunmi)

#### Colonne sonore
- 2020 – 가라고 (Gotta Go)[50]
- 2021 – Go or Stop?

### Con le Wonder Girls

#### Album in studio
- 2007 – The Wonder Years
- 2011 – Wonder World
- 2015 – Reboot

#### Raccolte
- 2010 – Wonder Girls
- 2012 – Wonder Best

## Tournée
- 2019 – Sunmi 1st World Tour: Warning